# Bårhus

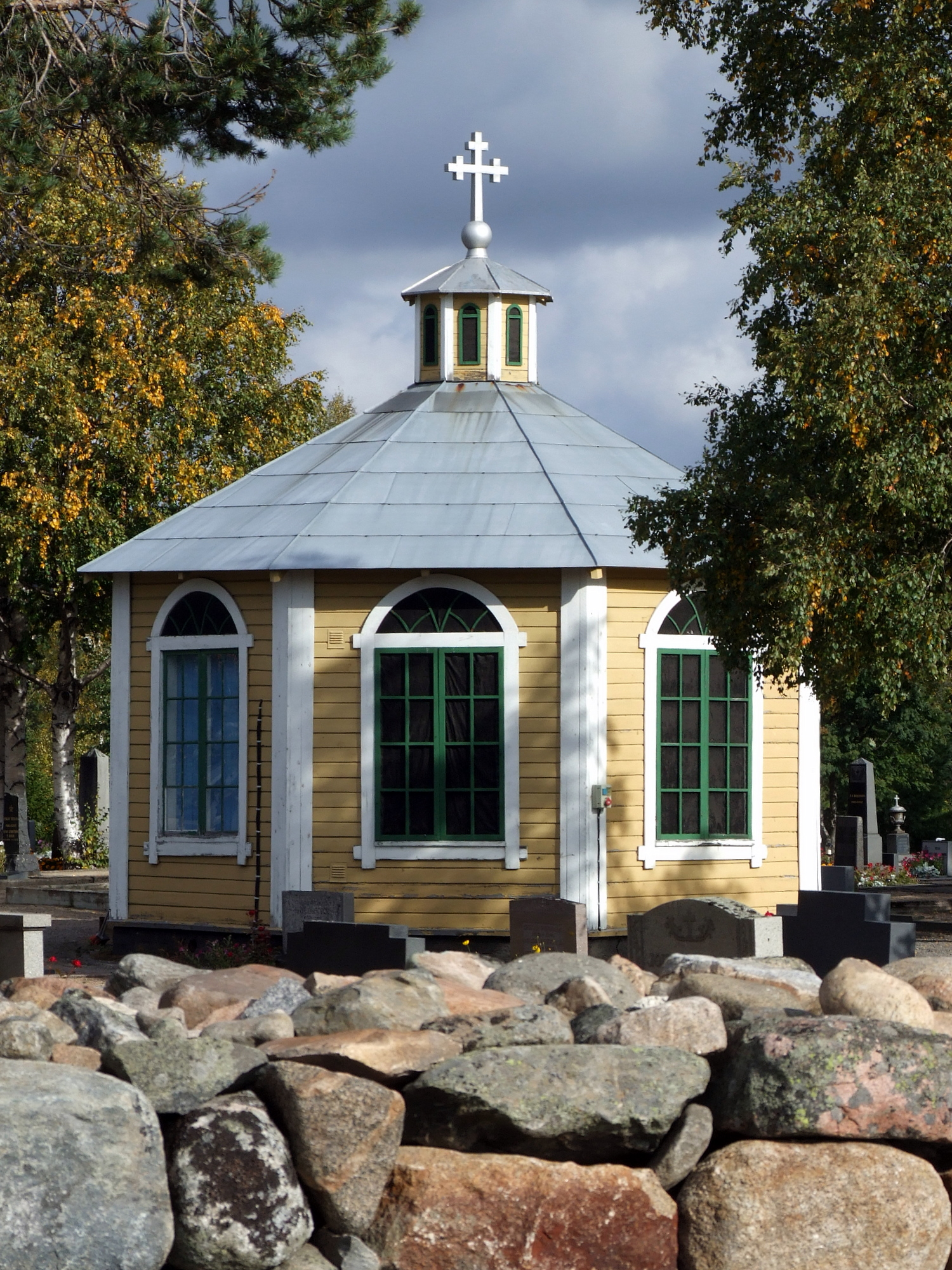
Likboden på gamla kyrkogården i Haparanda

Ett bårhus, på en del håll och framför allt i äldre tid kallat likbod, är en anläggning där lik förvaras inför begravning eller kremering. I Sverige finns bevarade likbodar från 1500-talet och senare.
I de nordligare delarna av landet återfanns i äldre tider så kallade vintergravar. Det syftade på en kollektivt grävd stor kallgrav där ett flertal kistor placerades i väntan på att tjälen skulle gå ur marken. Oftast täcktes den av en särskild byggnad uppförd över graven.
På ett sjukhus är bårhuset ett kylrum där de avlidna förvaras på bårar, ofta inlindade i textilier.